# Bankovna unija (EU)
Bankovna unija u Europskoj uniji prijenos je odgovornosti za bankarsku politiku s nacionalne razine na razinu EU-a u nekoliko zemalja Europske unije, započetu 2012. kao odgovor na krizu Eurozone. Motivacija za bankarsku uniju bila je osjetljivost brojnih banaka u Eurozoni i identifikacija začaranog kruga između uvjeta pod kojima banke mogu izdavati kredite i državnog kredita njihovih matičnih zemalja tih banaka ("začarani krug banaka-suverena"). U nekoliko zemalja, privatni dugovi koji su proizašli zbog pada vrijednosti nekretnina (engl. Real estate bubble - mjehurić nekretnina) prebačeni su u državni dug kao rezultat mjera pomoći spašavanja bankarskog sustava i vladinih odgovora na usporavanje gospodarstava. Suprotno tome, slabost državnog kredita rezultirala je pogoršanjem bilančne pozicije bankarskog sektora, posebno zbog visokih domaćih izloženosti banaka. 
Od sredine 2020. godine, bankovna unija uglavnom se sastoji od dvije glavne inicijative, Jedinstvenog nadzornog mehanizma i Jedinstvenog sanacijskog mehanizma, koje se temelje na "jedinstvenom pravilniku EU" ili zajedničkom financijskom regulatornom okviru. Jedinstveni nadzorni mehanizam (SSM) je preuzeo svoju vlast 4. studenoga 2014., a jedinstveni sanacijski mehanizam (SRM) je stupio na snagu 1. siječnja 2015. Većina ocjeninjača bankarske unije smatra ju nepotpunom zbog nedostatka europskog osiguranja depozita. Europska komisija izradila je zakonodavni prijedlog za europsku shemu osiguranja depozita u studenom 2015. ali isti nisu usvojili ko-zakonodavci EU-a. 
Također od sredine 2020., zemljopisni opseg bankarske unije identičan je onom koji obuhvaća Eurozonu. Ubuduće i druge države članice EU koje nisu u Eurozonu mogu se pridružiti bankarskoj uniji prema postupku poznatom kao uska suradnja. Bugarska i Hrvatska pokrenule su zahtjeve za uskom suradnjom; Bugarska u srpnju 2018. a Hrvatska u svibnju 2019. godine. Europska središnja banka počet će nadzirati značajnije bugarske i hrvatske banke 1. listopada 2020.

## Ime
Najranije zabilježena javna upotreba izraza "bankovna unija" u kriznom kontekstu Eurozone bila je u članku znanstvenika Nicolasa Vérona kojeg su gotovo istovremeno objavili Bruegel, Peterson Institut za međunarodnu ekonomiju i VoxEU.org (web stranica CEPR-a ) u prosincu 2011. Može se povući paralela s ranijim zagovaranjem fiskalne unije od strane različitih promatrača i donositelja političkih odluka u istom kontekstu, posebno u Njemačkoj u drugoj polovici 2011. godine. Prema Véronu, izraz mu je predložio službenik Europske komisije Maarten Verwey. Od travnja 2012. taj je izraz kasnije popularizirala financijska štampa, u početku citirajući izraz kao takav da je nastao od strane Bruegelovih učenjaka. Od lipnja 2012. nadalje izraz se sve više koristio u političkim raspravama,  uključujući i Europsku komisiju.

## Pozadina i formacija
Integracija regulacije banaka dugo se tražila od strane kreatora politika EU-a, kao dodatak unutarnjem tržištu kapitala i, od 1990-ih godina, jedinstvenoj valuti. Međutim, snažne političke prepreke, uključujući snažnu želju država članica da zadrže instrumente financijske represije i ekonomskog nacionalizma, dovele su do neuspjeha prethodnih pokušaja stvaranja europskog okvira za bankarski nadzor, uključujući pregovore o Maastrichtskom ugovoru 1991. i Ugovora iz Nice u 2000. godini. Tijekom 2000-ih, pojava paneuropskih bankarskih grupa kroz prekogranična spajanja i akvizicije (poput kupovine Abbey National od Santander Grupe, HypoVereinsbank od UniCredita i Banca Nazionale del Lavoro od strane BNP Paribasa) dovela je do ponovnih poziva za integracijom bankarske politike, od strane Međunarodnog monetarnog fonda, ali s ograničenim političkim djelovanjem stvaranjem Odbora europskih bankarskih supervizora 2004. godine. 
Pogoršanje kreditnih uvjeta tijekom krize Eurozone, a posebice financijska nestabilnost većih država članica Europodručja od sredine 2011. godine, doveli su do ponovnog razmišljanja o međuovisnosti između bankarske politike, financijske integracije i financijske stabilnosti. Dana 17. travnja 2012., ravnateljica MMF-a Christine Lagarde obnovila je ranije pozive te institucije na integraciju bankarske politike, posebno se osvrćući na potrebu da monetarna unija eura bude "podržana snažnijom financijskom integracijom za koju naša analiza sugerira da je u obliku ujedinjenog nadzora, jednog tijela za sanaciju banaka s zajedničkom zaštitnom mrežom i jedinstvenim fondom za osiguranje depozita." Sljedećeg tjedna, 25. travnja 2012., predsjednik Europske središnje banke Mario Draghi ponovio je ovaj poziv napominjući u govoru pred Europskim parlamentom da „Osiguravanje dobro funkcionirajuće Europske monetarne unije podrazumijeva jačanje bankarskog nadzora i donošenje odluka na europskoj razini“. Prijedlozi za integrirani europski nadzor nad bankarstvom razmotreni su tijekom neformalnog sastanka Europskog vijeća 23. svibnja 2012., a čini se da su ga u to vrijeme podržali i francuski predsjednik François Hollande, talijanski premijer Mario Monti i predsjednik Europske komisije José Manuel Barroso. Njemačka kancelarka Angela Merkel najavila je stupanj približavanja ovom dnevnom redu kada je 4. lipnja 2012. izjavila da će europski čelnici "također razgovarati o tome u kojoj mjeri moramo sistemski (važne) banke staviti pod određeni europski nadzor".
Druga prekretnica bio je izvještaj koji je 26. lipnja 2012. dostavio predsjednik Europskog vijeća Herman Van Rompuy, koji je pozvao na dublju integraciju u Eurozoni i predložio velike promjene u četiri područja. Prvo, zahtijevao je bankarsku uniju koja bi uključivala izravnu dokapitalizaciju banaka od strane Europskog mehanizma za stabilnost, zajedničkog financijskog nadzornika, zajedničke sheme sanacije banaka i fonda za osiguranje depozita. Drugo, prijedlozi fiskalne unije uključivali su strogi nadzor proračuna zemalja eurozone i pozive na euroobveznice u srednjem roku. Treće, u izvještaju se pozivalo na veću integraciju u ekonomskoj politici i četvrto, na jačanje demokratske legitimnosti i odgovornosti. Potonje se uglavnom predviđa kao davanje nadzornih ovlasti Europskom parlamentu u financijskim pitanjima i jačanju političke unije. Za donošenje predloženih promjena potreban je novi ugovor.
Ključni trenutak odluke bio je summit šefova država i vlada Europodručja 28. i 29. lipnja 2012. godine. Kratka izjava sastanka na vrhu, objavljena početkom 29. lipnja, započela je deklaracijom o namjeri, "Potvrđujemo da je neophodno razbiti začarani krug između banaka i državnih vlasti", što je kasnije ponovljeno u brojnim uzastopnim komunikacijama Europskog vijeća. Nakon toga najavile su se dvije glavne inicijative politike: prvo, stvaranje Jedinstvenog nadzornog mehanizma pod nadležnošću Europske središnje banke, koristeći članak 127 (6) Ugovora o funkcioniranju Europske unije; i drugo, "kada se uspostavi učinkovit jedinstveni nadzorni mehanizam", mogućnost izravne dokapitalizacije banaka od strane Europskog mehanizma za stabilnost, moguće s retroaktivnim učinkom u slučaju Španjolske i Irske.
U sljedećim je tjednima njemačka vlada brzo odustala od obveza oko izravne dokapitalizacije banaka od strane ESM-a (Europski stabilizacijski mehanizam). U rujnu 2012. tom stavu pridružile su se i vlade Finske i Nizozemske. Na kraju su takvi uvjeti stavljeni na instrument izravne dokapitalizacije ESM-a (koji se do sada nikada nije aktivirao). Međutim, nastavilo se sa stvaranjem Jedinstvenog nadzornog mehanizma. Nadalje, u prosincu 2012. Europsko vijeće najavilo je stvaranje Jedinstvenog sanacijskog mehanizma. Europsku bankovnu uniju mnogi su analitičari i kreatori politika prepoznali kao glavnu inicijativu strukturne politike koja je odigrala značajnu ulogu u rješavanju Europske dužničke krize.

## Jedinstvena regulatorna pravila
Jedinstvena regulatorna pravila naziv je za zakone EU koji kolektivno upravljaju financijskim sektorom diljem Europske unije. Odredbe jedinstvenog pravilnika izložene su u tri glavna zakonodavna akta:
- Uredba o kapitalnim zahtjevima i Direktiva (poznata i kao CRD IV; Uredba (EU) br. 575/2013 od 26. lipnja 2013.; Direktiva 2013/36 / EU od 26. lipnja 2013.) kojom se implementiraju kapitalni zahtjevi Basel III za banke.[24][25][26]
- Direktiva o shemi zajamčenih uloga (DGSD; Direktiva 2014/49 / EU od 16. travnja 2014.) koja regulira osiguranje depozita u slučaju nemogućnosti banke da plati svoje dugove.[27][28]
- Direktiva o oporavku i sanaciji banaka (BRRD; Direktiva 2014/59 / EU od 15. svibnja 2014.) kojom se uspostavlja okvir za oporavak i sanaciju kreditnih institucija i investicijskih društava koja su u opasnosti da propadanja.[29][30]

## Jedinstveni nadzorni mehanizam
Prvi stup bankarske unije je Jedinstveni nadzorni mehanizam (SSM), koji Europskoj središnjoj banci (ECB) daje vodeću nadzornu ulogu nad bankama u Eurozoni. Sudjelovanje je automatsko za sve države članice Europodručja a neobavezno je za ostale države članice EU-a, kroz postupak poznat kao "uska suradnja" uspostavljen Uredbom o SSM-u u listopadu 2013. godine. 
Iako će sve banke u državama sudionicama biti pod nadzorom Europske središnje banke, nadzor se provodi u suradnji s nacionalnim nadzirnim tijelima. Bankarske grupe koje je SSM odredio kao "značajne institucije", uključujući sve one s imovinom većom od 30 milijardu eura ili iznosa koji odgovara 20% BDP-a države članice u kojoj imaju sjedište, izravno nadzire ECB. Manje banke, poznate u bankarskoj uniji kao "manje značajne institucije", ostaju pod neposrednim nadzorom nacionalnih nadzornih tijela država članica u kojoj su osnovane, iako ECB ima neizravni nadzor nad tim nadzorom, kao i ovlast za preuzimanjem izravnog nadzora bilo koje banke. ECB-ov način praćenja uključuje provođenje testova otpornosti (tzv. stress testovi) na financijske institucije. Ako se pronađu problemi, ECB će imati mogućnost provesti ranu intervenciju u banci kako bi se ispravila situacija, primjerice postavljanjem ograničenja kapitala ili rizika ili zahtijevanjem promjena u upravljanju. 
SSM je donesen Uredbom Vijeća (EU) br. 1024/2013 15. listopada 2013.  dodjelom posebnih zadataka Europskoj središnjoj banci u pogledu politika koje se odnose na bonitetni nadzor kreditnih institucija, poznatih kao Uredba o SSM-u. Značajno je da, budući da se ova Uredba EU temelji na članku 127 (6) Ugovora o funkcioniranju Europske unije usvojena je jednoglasno od strane Vijeća uz samo savjetodavnu ulogu Europskog parlamenta. Da bi se postigla suglasnost Ujedinjenog Kraljevstva, bilo je kritično istodobno usvojiti reformu Europske agencije za nadzor banaka (koja je tada bila smještena u Londonu, a nakon Brexit-a je premještena u Pariz) Uredbom iz 2010. (Uredba (EU) br. 1022/2013 Europskog parlamenta i Vijeća 22. listopada 2013. o izmjeni Uredbe (EU) Br. 1093/2010 o osnivanju Europskog nadzornog tijela (Europsko nadzorno tijelo za bankarstvo (EBA)) u vezi s dodjelom posebnih zadataka Europskoj središnjoj banci u skladu s Uredbom Vijeća (EU) br. 1024/2013), što je u praksi dalo Europskom Parlamentu mogućnost veta i time značajnu ulogu u zakonodavnom procesu. Svaka buduća izmjena Uredbe o SSM-u također može zahtijevati jednoglasnost Vijeća. 
Europska komisija objavila je njihov prijedlog za SSM u rujnu 2012. Europski parlament i Vijeće složili su se o specifičnostima SSM-a 19. ožujka 2013. Parlament je glasao za Uredbe o SSM-u i EBA-i 12. rujna 2013. a Vijeće Europske unije odobrenje je dalo 15. listopada 2013.
Kako je utvrđeno u Uredbi o SSM-u, ECB je preuzeo svoje nadzorno tijelo 4. studenoga 2014.

## Jedinstveni sanacijski mehanizam
Jedinstveni mehanizam za rezoluciju (SRM) stvoren je za središnju provedbu Direktive o oporavku i rješavanju banaka u zemljama bankarske unije, uključujući Jedinstveni fond za sanaciju (engl. Single Resolution Fund - SRF) za financiranje sanacijskih operacija. SRF ima vrijdnost 1% pokrivenih depozita svih kreditnih institucija koje imaju odobrenje u zemljama članicama (procjenjuje se na oko 55 milijardu eura) koja će se puniti doprinosima banaka koje sudjeluju tijekom osmogodišnje faze osnivanja koja završava 31. prosinca 2023. Ključna motivacija je ublažiti utjecaj neuspjelih banaka na državni dug pojedinih država i tako ublažiti začarani krug banaka-suverena. Sve države članice EU-a koje su u Eurozoni, te sve one koje nisu u Eurozoni a koje imaju sporazum o "uskoj suradnji" također su sudionice SRM-a.
Jedinstveni sanacijski odbor (SRB) nova agencija osnovana kao institucionalno središte SRM-a, izravno je odgovoran za sanaciju značajnih institucija koje nadzire ECB.
SRM je donesen zakonodavnim aktom poznatim kao Uredba o SRM-u ("Uredba Europskog parlamenta i Vijeća kojom se uspostavljaju jedinstvena pravila i jedinstveni postupak za rješenje kreditnih institucija i pojedinih investicijskih društava u okviru jedinstvenog mehanizma za sanaciju i Jedinstveni fond za sanaciju banaka i izmjenu Uredbe (EU) br. 1093/2010 Europskog parlamenta i Vijeća " ). Povrh toga, napravljen je međuvladin sporazum (IGA) koji će regulirati specifičnosti načina financiranja SRF-a („Sporazum o prijenosu i uzajamnom doprinosu doprinosa Jedinstvenom fondu za sanaciju“ ). Uredbu o SRM-u predložila je Europska komisija u srpnju 2013. Parlament i Vijeće Europske unije postigli su sporazum o Uredbi 20. ožujka 2014. Europski parlament odobrio je Uredbu 15. travnja,  a Vijeće je slijedilo njezin zahtjev 14. srpnja 2014., dovelo do stupanja na snagu 19. kolovoza 2014.  Međuvladin sporazum (IGA) potpisalo je 21. svibnja 2014. 26 država članica EU-a, a ostavljen je prostor Švedskoj i Ujedinjenom Kraljevstvu da ga potpišu kasnije (pod uvjetom da je Ujedinjeno Kraljevstvo članica Europske unije). Stupanje na snagu bilo je uvjetovano ratifikacijom Sporazuma od strane država koje predstavljaju 90% ponderiranih glasova za države koje sudjeluju u SSM-u i SRM-u.  To je postignuto 30. studenog 2015., kada su ratificirale sve države sudionice osim Grčke i Luksemburga. Grčka je ratificirana 7. prosinca. Sporazum je stupio na snagu 1. siječnja 2016. za države koje sudjeluju u SSM-u i SRM-u.  Luksemburg je nakon toga ratificirao sporazum 11. siječnja 2016. 

## Europsko osiguranje depozita i regulatorni tretman državnih izloženosti
Od početka početkom 2012. godine, zagovornici bankarske unije inzistirali su na potrebi uspostave europskog osiguranja depozita kako bi se prekinuo začarani krug banaka-suverena. Ova komponenta bankarske unije u početku je bila kontroverznija od SSM-a ili SRM-a, međutim zbog snažnog signala koji uključuje prekograničnu podjelu rizika. U studenom 2015., Europska komisija objavila je zakonodavni prijedlog za Europsku shemu osiguranja depozita (EDIS) ali to nije dobilo poteškoće u sljedećem zakonodavnom postupku, čak i nakon što je Komisija u listopadu 2017. obustavila svoj projekt predlažući djelomična provedba. U lipnju 2019. Europska komisija priznala je da će možda biti potreban potpuno novi prijedlog kako bi se vizija europskog osiguranja depozita ostvarila.
Jedan od razloga za neuspjeh prijedloga EDIS-a je taj što je on ugradio neuravnotežen pristup razbijanju začaranog kruga bankarskog suverena, jer se dotakao samo jedne ključne komponente tog začaranog kruga - činjenice da se osiguranje depozita pruža samo na nacionalnoj razini - ostavljajući netaknutu još jednu - naime, kontinuirano postojanje koncentriranih državnih izloženosti u državnom vlasništvu u većini banaka euro-područja ili drugim riječima, činjenica da banke iz euro-područja daju prednost svojoj matičnoj zemlji u dodjeljivanju kredita vladama unatoč nepostojanju tečajnog rizika unutar monetarne unije. Financijska i politička vidljivost ovog izazova, nazvanog "regulatorni tretman državnih izloženosti" (RTSE), nije odmah prepoznata u ranim raspravama o bankarskoj uniji. U 2015. – 2016. Radna skupina na visokoj razini EFC-a kojom je predsjedao Per Callesen istraživao je mogućnosti rješavanja koncentrirane izloženosti, ali nije postignut konsenzus i konačno izvješće nije objavljeno. 
Dužnosnici EU-a prepoznali su vezu između dviju tema europskog osiguranja depozita i RTSE-a i ugradili se u pregovarački okvir Vijeća. Od sredine 2020., međutim, nije postignut opipljiv napredak u postizanju konsenzusa o politici. 

## Zemljopisni opseg i uska suradnja
Sporazum o uskoj suradnji može zaključiti ECB ili država članica koja nije članica Eurozone. Sudjelujuće države izvan Eurozone također će dobiti mjesto u Nadzornom odboru ECB-a.
Devetnaest država članica Eurozone automatski sudjeluju u Jedinstvenom nadzornom mehanizmu (SSM) iJedinstvenom sanacijskom mehanizm (SRM). Budući da ugovori EU-a daju Europskoj središnjoj banci nadležnost samo nad državama Eurozone, zakonski ona ne može provoditi mjere u državama izvan Eurozone. To bi spriječilo ECB da učinkovito obavlja svoju nadzornu ulogu u tim državama. Prema Europskim ugovorima, zemlje izvan Eurozone nemaju pravo glasa u Upravnom vijeću ECB-a, a zauzvrat nisu obvezujuće implementirati odluke ECB-a. Države izvan Eurozone ne mogu postati punopravni članovi SSM-a i SRM-a u smislu da imaju ista prava i obveze kao članice Eurozone. Međutim, države članice izvan Eurozone mogu sklopiti "sporazum o uskoj suradnji" na SSM-u s ECB-om. Banke u toj zemlji onda nadzire ECB a država dobiva mjesto u Nadzornom odboru ECB-a. To bi omogućilo bankama u toj zemlji da ih nadgleda ECB pod uvjetom da postoje mehanizmi koji bi mjere ECB-a učinile obvezujućima za nacionalna tijela. Sporazum o „uskoj suradnji“ može zaključiti ECB ili država članica koja nije članica eurozone. Sudjelujuće države izvan Eurozone također će dobiti mjesto u Nadzornom odboru ECB-a. Tekst SRM-a predviđa da će sve države koje sudjeluju u SSM-u, uključujući i države koje nisu članice eurozone sa sporazumom o "bliskoj suradnji", automatski biti sudionice u SRM-u.

### Bugarska
Prvi zahtjev za ulazak u "usku suradnju" Bugarska je uputila 18. srpnja 2018.
Bugarski ministar financija Vladislav Goranov izjavio je u srpnju 2017. da njegova zemlja neće sudjelovati prije usvajanja eura. Međutim, nakon pritiska ECB-a da počne sudjelovati u bankarskoj uniji prije ulaska u Europski mehanizam deviznih tečajeva (ERM II), Goranov je u lipnju 2018. rekao da će se Bugarska pridružiti Bankovnoj uniji za godinu dana. Bugarska je poslala pismo Euroskupini u srpnju 2018. godine o svojoj želji za sudjelovanjem u ERM-u II, i opredjeljenosti za sklapanje sporazuma o "bliskoj suradnji" s bankarskom unijom. Upravno vijeće ECB odlučilo je 24. lipnja 2020. uspostaviti usku suradnju s bugarskom središnjom bankom. Bliska suradnja stupa na snagu 27. srpnja 2020. Bugarska narodna banka imat će predstavnika s pravom glasa u Nadzornom odboru Europske središnje banke, a Europska središnja banka počet će nadzirati značajne bugarske banke nakon završetka postupka procjene važnosti.

### Hrvatska
Hrvatska je također podnijela zahtjev za uskom suradnjom u svibnju 2019., u sklopu svojih napora za pridruživanjem ERM II. Hrvatska je očekivala pridruživanje bankarskoj uniji i ERM II do srpnja 2020. Upravno vijeće ECB odlučilo je 24. lipnja 2020. uspostaviti usku suradnju s hrvatskom središnjom bankom. Bliska suradnja stupa na snagu 27. srpnja 2020. Hrvatska narodna banka imat će predstavnika s pravom glasa u Nadzornom odboru Europske središnje banke, a 1. listopada 2020. Europska središnja banka započet će nadzor nad značajnim hrvatskim bankama nakon dovršetka postupka procjene važnosti.

### Danska
Danska vlada objavila je u travnju 2015. svoju namjeru da se pridruži bankarskoj uniji. Iako je Ministarstvo pravosuđa ustanovilo da taj potez ne podrazumijeva nikakav prijenos suvereniteta i stoga automatski ne zahtijeva referendum, Danska narodna stranka, Crveno zeleni savez i Liberalni savez protive se ulasku u bankarsku uniju i kolektivno su osvojila dovoljno mjesta na sljedećim izborima u lipnju 2015. kako bi se spriječilo da se Folketing (danski parlament) pridruži bez odobrenja putem referenduma. Od srpnja 2017. Danska razmatra pridruživanje
 

 Dana 10. srpnja 2017., danska Središnja banka (Danmark Nationalbank) objavila je na službenom web mjestu izjavu na engleskom jeziku navodeći u odjeljku „ Stavovi Danmark Nationalbank o danskom sudjelovanju “: 
 Danmarks Nationalbank smatra da bi se Danska trebala pridružiti bankarskoj uniji. Ukratko, procjena Danmarks Nationalbank-a da će sudjelovanje imati koristi od danskih kućanstava i tvrtki.
Općenito govoreći, bankarska unija će pozitivno pridonijeti financijskoj stabilnosti. Ovo je važno za sve nas. Kao što smo vidjeli nakon 2008. godine, financijska kriza može imati ozbiljan utjecaj na ekonomsku infrastrukturu na koju se većina oslanja: investicije, hipotekarne zajmove, mogućnosti rasta poslovanja, zaposlenost te vladine prihode i rashode. Bankarska unija može se promatrati kao prepreka budućim financijskim krizama. Također će osigurati da je učinak manji, ako banke ipak postanu u nevolji.
Pored toga, postoji niz posebnih faktora koji Dansku čine posebno zanimljivim za sudjelovanje u bankarskoj uniji.
Neke danske banke i hipotekarne banke vrlo su velike u odnosu na veličinu gospodarstva. Prema procjeni kompanije Danmark Nationalbank, nadzor najvećih danskih banaka i hipotekarnih banaka bio bi ojačan u bankarskoj uniji. Danmarks Nationalbank također otkriva da bi sudjelovanje u bankarskoj uniji bilo pogodno ako bi se velika danska banka ili hipotekarna banka ikad našla u nevolji. Jedinstveno moćno tijelo za sanaciju tada bi bilo bolje opremljeno da umanji štetne učinke na gospodarstvo i financijski sustav bez korištenja danskih javnih sredstava.
Ravnopravno međunarodno igralište također bi poboljšalo konkurenciju na danskom bankarskom tržištu, što bi bilo samo u korist danskih kućanstava i tvrtki.
Nadalje, Danska bi kao članica bankarske unije imala glas pri uspostavljanju europska pravila, standardi i praksi. To između ostalog znači da bi model hipotekarnog kredita bio snažnije smješten unutar nego izvan bankarske unije.  
 U priopćenju za javnost od 19. prosinca 2019. dansko Ministarstvo industrije, poslovanja i financijskih poslova citiralo je danskog ministra za industriju, poslovanje i financijska pitanja Simona Kollerupa : 
 , , , Vladino je stajalište da je potrebna veća jasnoća vezano za brojna važna pitanja prije nego što možemo utvrditi svoj stav o danskom sudjelovanju: položaj Švedske je nejasan; rad na dodatnim elementima bankarske unije još uvijek traje, a budući odnos Velike Britanije s EU još uvijek nije dovršen. Uz to, još uvijek postoji neizvjesnost u vezi s primjenom novih bazelskih preporuka u EU-u, što može imati značajan utjecaj na okvirne uvjete danskog financijskog sektora, bez obzira sudjelujemo li u bankarskoj uniji ili ne. Vlada će se vratiti na to pitanje kada bude veća jasnoća oko ovih pitanja i kada budemo imali dobru javnu raspravu o mogućem danskom sudjelovanju. Stav vlade je da ako na kraju preporučimo da Danska sudjeluje u bankarskoj uniji, treba održati referendum o tom pitanju.  

### Švedska
Od 2017. godine, otkada su povećane su naknade za fondove za sanaciju švedskih banaka radi zaštite od bankarskih neuspjeha, što je rezultiralo premještanjem sjedišta najveće banke u Švedskoj i čitave nordijske regije, Nordea, iz Stockholma u glavni grad Finske, Helsinki, koja se nalazi u Eurozoni, a samim tim i unutar bankarske unije, u Švedskoj se razgovara o pridruživanju Švedske bankarskoj uniji. Predsjednik odbora Nordee, Björn Wahlroos, izjavio je da se banka htjela staviti "uz bok sa svojim europskim vršnjacima", opravdavajući preseljenje iz Stockholma u Helsinki.
Glavni cilj ulaska u bankarsku uniju je zaštititi švedske banke sa stavom  „prevelike da bi propale“. Švedski ministar financijskih tržišta Per Bolund rekao je da zemlja provodi studiju o pridruživanju koja bi trebala biti završena do 2019. Kritičari tvrde da će Švedska biti u nejednakom položaju ulaskom u bankarsku uniju jer nema glasačko pravo, jer nije članica Eurozone. Švedska ministrica financija Madgalena Andersson izjavila je: "Ne možete zanemariti činjenicu da donošenje odluka može biti malo problematično za zemlje koje nisu u Eurozoni ."